# Operazione Maccabei
L'operazione Maccabei (o Maccabi) si riferisce a un'operazione militare condotta tra l'8 e il 15 maggio 1948 dalle forze ebraiche dell'Haganah e del Palmach contro l'Esercito Arabo di Liberazione, nel corso della guerra civile del 1947-1948 nella Palestina mandataria, nei dintorni di Latrun.
Si trattò d'una occasione fallita che avrebbe avuto pesanti conseguenze per la cosiddetta "battaglia di Gerusalemme", dal momento che la posizione di Latrun permetteva di controllare la strada Tel-Aviv - Gerusalemme.

## Fatti

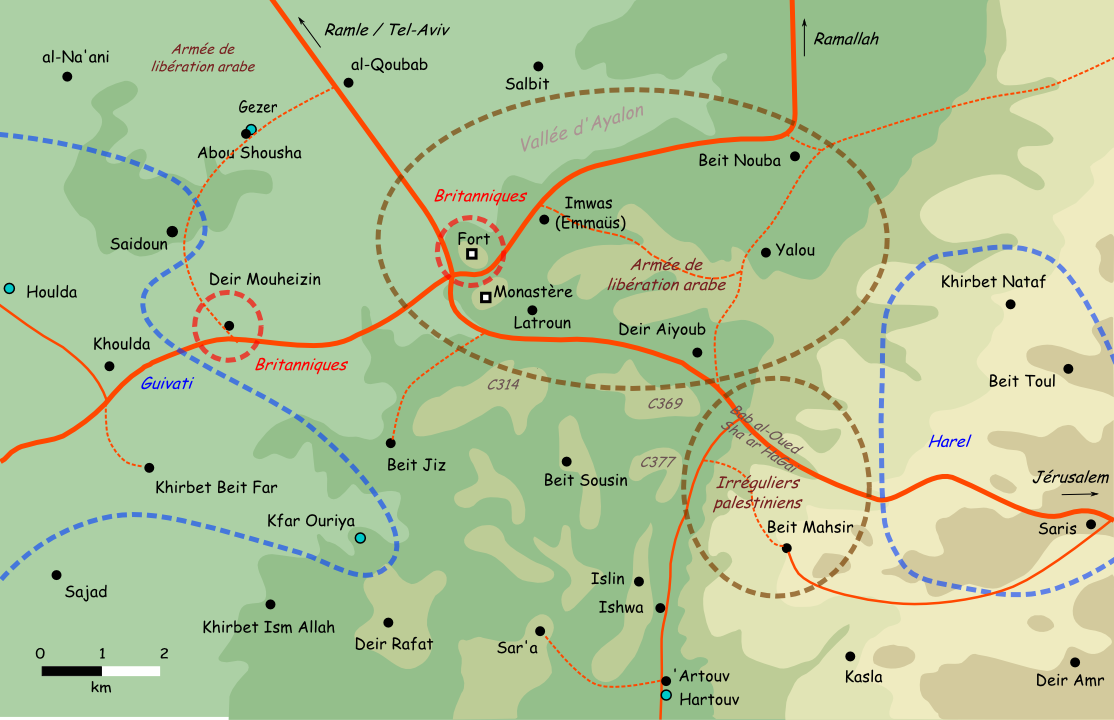
Zona di Latrun il 10 maggio 1948.

In continuità con l'operazione Nahshon e a seguito d'un nuovo blocco della strada, Yigael Yadin dette ordine di lanciare l'Operazione Maccabei, che iniziò l'9 maggio 1948 contro l'Esercito Arabo di Liberazione e gli irregolari arabi palestinesi che occupavano numerosi villaggi lungo la strada Tel Aviv-Gerusalemme e impedivano il rifornimento della comunità ebraica di Gerusalemme. La 5ª Brigata Givati (a ovest) e la 10ª Brigata meccanizzata "Harel" (a est) furono impegnate nei combattimenti, specie nella zona di Latrun.
Numerosi villaggi furono presi e perduti più volte ma finirono con l'essere controllati dalle forze ebraiche.
Fra il 9 e l'11 maggio, un battaglione della Brigata Harel attaccò e prese il villaggio di Beyt Mahsir che serviva da base ai palestinesi per il controllo di Bāb al-Wad. Il battaglione Sha'ar HaGai della Brigata Harel prese ugualmente posizione sulle colline a nord e a sud della strada. Fu sottoposto a fuoco d'artiglieria dell'Esercito Arabo di Liberazione, come a quello, «non abituale» di veicoli blindati britannici ma riuscì a tenere la posizione e a trincerarsi.
A ovest, il 12 maggio, uomini della Brigata Givati s'impadronirono del campo di prigionia britannico sulla strada che conduceva a Latrun, ma l'abbandonarono il giorno seguente. Fra il 14 e il 15 maggio, il suo 52º battaglione prese i villaggi di Abu Shusha, al-Na'ani e al-Qubab, a nord di Latrun, tagliando in tal modo la zona di Lidda, la principale città araba del settore. Lapierre e Collins riferiscono del pari che una sezione della Brigata Givati aprì il fuoco e poi penetrò, senza incontrare resistenza alcuna, nel fortino di polizia di Latrun la mattina del 15 maggio.

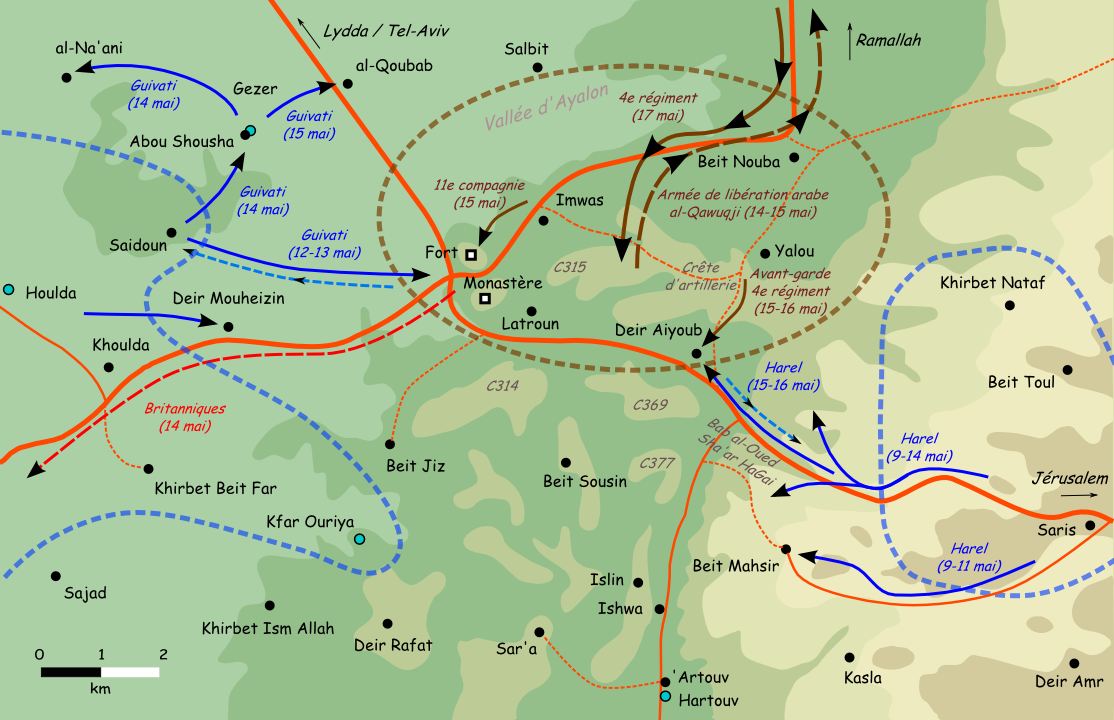
Zona di Latrun (verso il 15 maggio 1948).

Di nuovo, a est, il 15 maggio, gli uomini della Brigata Harel presero Deyr Ayyub che nondimeno evacuarono il giorno dopo.
È a questo punto che gli ufficiali israeliani sul campo presero coscienza dell'importanza strategica di Latrun. Un rapporto. circostanziato fu inviato dal Quartier Generale della Brigata Harel al Quartier Generale del Palmach, e concluse che "lo snodo di Latrun diviene il punto decisivo della battaglia [di Gerusalemme]" ma "questa valutazione sarà condivisa dallo Stato Maggiore solo una settimana più tardi".
Nel frattempo, però, a seguito dell'avanzata dell'esercito egiziano, la Brigata Givati ricevette l'ordine di dispiegarsi più a sud e la Brigata Harel nel settore di Gerusalemme, perciò la Givati lasciò Latrun.

## Conseguenze
La decisione di abbandonare la zona e il fatto di non averne capito la rilevanza saranno oggetto di una controversia fra Yigaël Yadin, il capo delle operazioni dell'Haganah e Yitzhak Rabin, il comandante della Brigata Harel.
A seguito della fine del mandato britannico e della fondazione dello Stato d'Israele, e del contestuale ingresso in guerra dei Paesi arabi, la posizione a Latrun dell'Esercito Arabo di Liberazione fu presa quindi alla Legione araba giordana, che combatté successivamente, fino a fine luglio, la battaglia di Latrun: i sei attacchi delle forze israeliane contro quelle della Legione araba fallirono tutti quanti e causeranno 168 vittime nel solo campo israeliano.